# Asesinato de Indira Gandhi

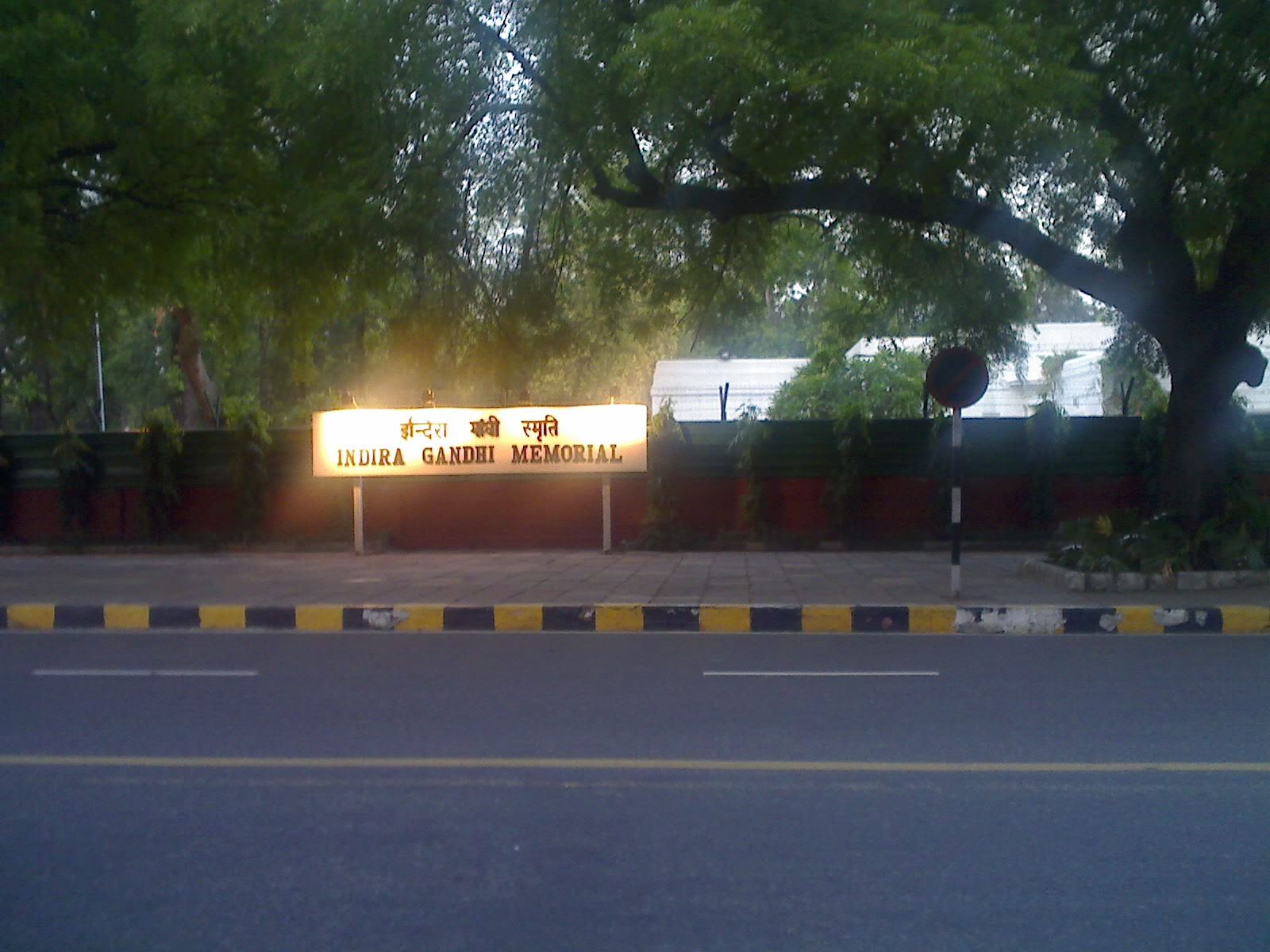
Placa conmemorativa en el lugar del asesinato, Safdarjung Road, Nueva Delhi

La primera ministra india, Indira Gandhi, fue asesinada a las 9:29 de la mañana del miércoles 31 de octubre de 1984 en su residencia en Safdarjung Road en Nueva Delhi. Fue abatida por dos de sus guardaespaldas sijs, Satwant Singh y Beant Singh, en el marco de la  Operación estrella azul, el asalto que realizó el ejército indio, ordenado por Indira Gandhi, en junio del mismo año, para desalojar a Jarnail Singh Bhindranwale y sus seguidores del Templo Dorado en Harmandir Sahib en Amritsar, en la región del Punjab. La operación causó la muerte de muchos peregrinos, así como daños en el Akal Takht y la destrucción de la Biblioteca de Referencia Sij. La acción fue criticada por los sijs tanto dentro como fuera de la India.
El asesinato de Gandhi indujo los disturbios antisijs de 1984, instigados por figuras políticas del Congreso Nacional Indio, que orquestaron pogromos contra la población sij en toda la India. Cuatro días de violencia colectiva provocaron la destrucción de 40 Gurdwaras históricas y otros importantes lugares sagrados sijs. Según cifras oficiales del gobierno indio, murieron 3.350 personas, mientras que otras fuentes hablan de 8.000 a 16.000 sijs.

## Operación Blue Star
La Operación Estrella Azul fue una gran operación militar india llevada a cabo entre el 1 y el 8 de junio de 1984, ordenada por Indira Gandhi para desalojar al líder Jarnail Singh Bhindranwale y a sus seguidores militantes sijs de los edificios del complejo Harmandir Sahib en Amritsar, Punjab.  En este ataque perdieron la vida unos 5000 peregrinos inocentes, hombres, mujeres y niños, muchos de los cuales eran sijs, y el Ejército indio sufrió alrededor de 700 bajas, muriendo también la mayoría de los 80-200 militantes. 
La amenaza percibida contra la vida de Gandhi aumentó tras la operación. En consecuencia, la Oficina de Inteligencia India retiró a los sijs de su escolta personal por temor a que fueran asesinados. Sin embargo, Gandhi temía que esto reforzara su imagen antisij entre la población y fortaleciera a sus oponentes políticos, por lo que ordenó al Grupo de Protección Especial de la presidenta que readmitiera a sus guardaespaldas sijs, incluyendo a Beant Singh, quien según se decía en los informes era su favorito.

## Asesinato

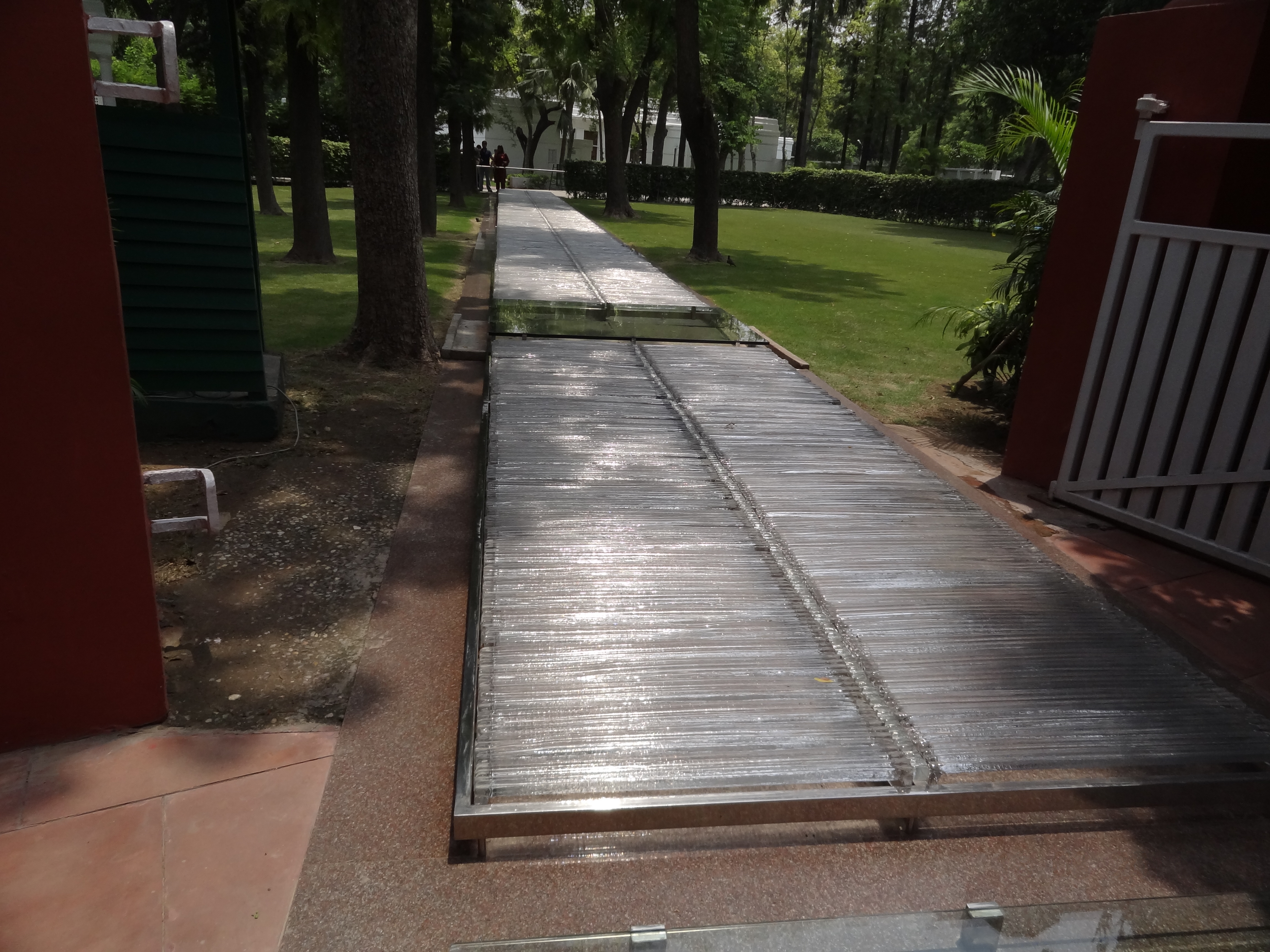
El lugar donde Indira Gandhi fue asesinada está marcado por una placa de vidrio en el camino de cristal en el Monumento a Indira Gandhi.

Alrededor de las 9:20 de la mañana, hora estándar de la India, del 31 de octubre de 1984, Gandhi se dirigía a ser entrevistada por el actor británico Peter Ustinov, que estaba rodando un documental para la televisión irlandesa. La acompañaban el agente Narayan Singh, el oficial de seguridad personal Rameshwar Dayal y el secretario personal de Gandhi, R. K. Dhawan. Caminaba por el jardín de la Residencia del primer ministro en el número 1 de Safdarjung Road, en Nueva Delhi, hacia la oficina vecina del número 1 de Akbar Road. Gandhi no llevaba puesto ese día su chaleco antibalas, que le habían aconsejado llevar en todo momento tras la Operación Estrella Azul.
Gandhi pasó una puerta peatonal custodiada por el agente Satwant y el subinspector Beant Singh, y los dos hombres abrieron fuego. Beant le disparó tres veces en el abdomen con su 38 (9,7 mm);luego Satwant disparó 30 veces con su subfusil Sterling después de que ella cayera al suelo.A continuación, ambos hombres arrojaron sus armas y Beant dijo: «He hecho lo que tenía que hacer. Tú haz lo que quieras». En los seis minutos siguientes, los agentes de la Policía de Fronteras Tarsem Singh Jamwal y Ram Saran capturaron y mataron a Beant, mientras que Satwant fue detenido por los otros guardaespaldas de Gandhi junto con un cómplice que intentaba escapar; resultó gravemente herido. Satwant Singh fue ahorcado en 1989 junto al cómplice Kehar Singh . Beant era uno de los guardias favoritos de Gandhi, a quien conocía desde hacía diez años. Satwant tenía 22 años en el momento del asesinato y había sido asignado a la guardia de Gandhi solo cinco meses antes de que fuera asesinada.
La periodista Salma Sultan dio la primera noticia del asesinato de Gandhi en las noticias de la noche de Doordarshan el 31 de octubre de 1984, más de diez horas después del homicidio. El Gobierno indio afirma que el secretario de Gandhi, R. K. Dhawan, hizo caso omiso de los funcionarios de inteligencia y seguridad que habían ordenado la eliminación de los policías como una amenaza para la seguridad, incluidos sus asesinos.
Gandhi fue trasladada al Instituto Panindio de Ciencias Médicas en Nueva Delhi a las 9.30 h. Los médicos la operaron. La autopsia fue realizada por un equipo de médicos dirigido por Tirath Das Dogra, quien declaró que Gandhi había recibido 30 impactos de bala de un subfusil Sterling y un revólver. Los asaltantes le habían disparado 33 balas, de las que 30 habían impactado; 23 habían atravesado su cuerpo, mientras que siete permanecían en su interior. Dogra extrajo las balas para establecer la identidad de las armas y correlacionar cada una de ellas con las balas recuperadas mediante examen balístico. Las balas se cotejaron con las armas del CFSL de Delhi.
El gobierno indio decretó luto nacional del 1 al 12 de noviembre, con las banderas a media asta, la  cancelación de espectáculos y actos culturales y el cierre de oficinas durante varios días. Pakistán y Vietnam declararon tres días de luto. Bulgaria declaró un día de luto nacional.

## Funeral

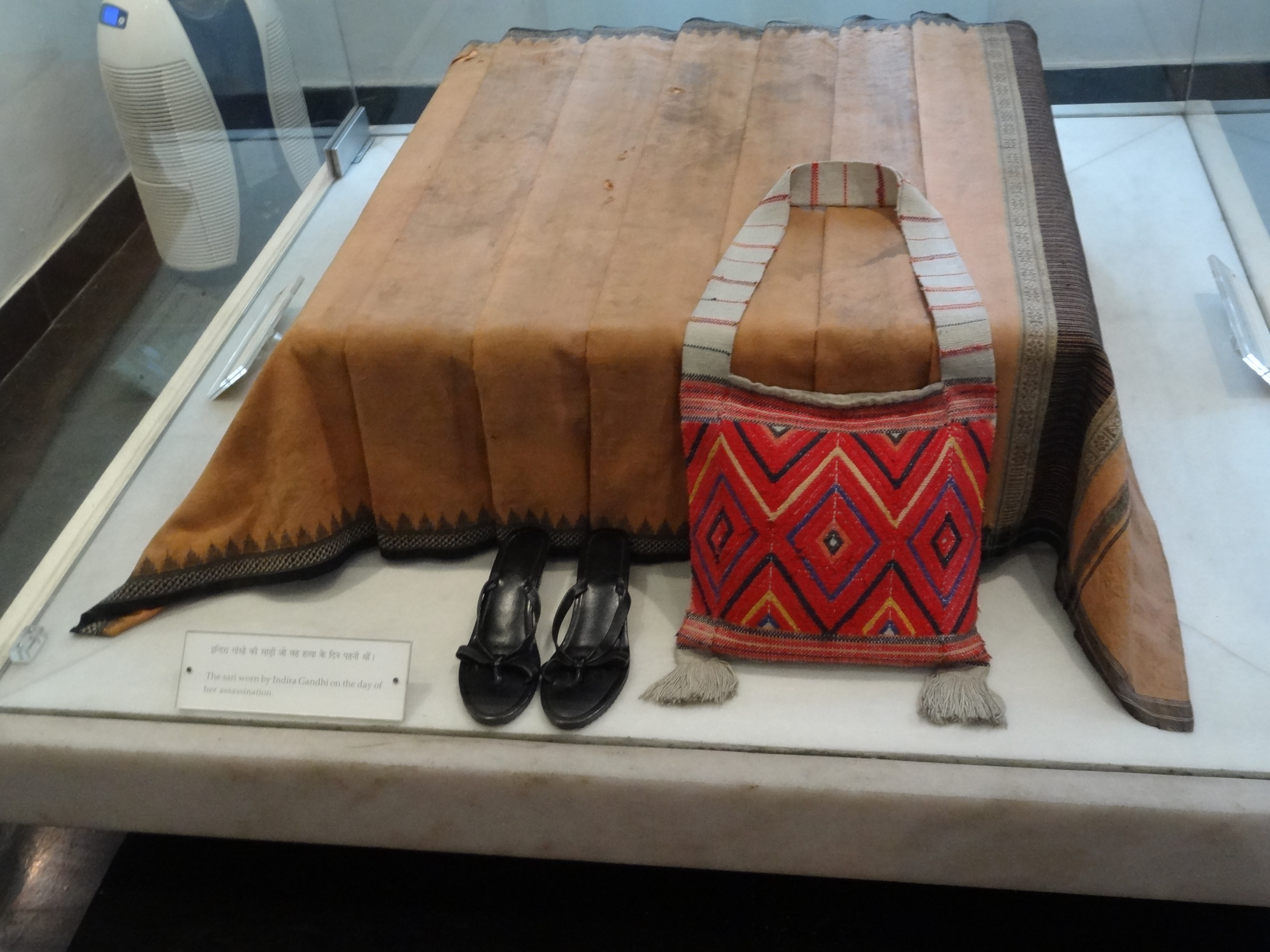
El sari manchado de sangre de la primera ministra Gandhi y sus pertenencias en el momento del asesinato, conservados en el Museo Indira Gandhi Memorial en Nueva Delhi.

El cuerpo de Gandhi fue trasladado en un carruaje armado por las calles de Delhi en la mañana del 1 de noviembre hasta la enorme residencia de su padre en Teen Murti Bhavan, donde se encuentra el Museo Nehru. Fue incinerada con todos los honores de Estado el 3 de noviembre cerca de Raj Ghat, un monumento a Mahatma Gandhi, en una zona llamada Shakti Sthal. Su hijo mayor y sucesor, Rajiv Gandhi, encendió la pira.
| País              | Dignatarios |
| ----------------- | --- |
| Argelia           | Abdelhamid Brahimi (primer ministro)                                                                                        |
| Australia         | Ninian Stephen (gobernador general) Bob Hawke (primer ministro)                                                             |
| Bután             | Jigme Singye Wangchuck (rey)                                                                                                |
| Bulgaria          | Todor Zhivkov (secretario general del Comité Central del Partido Comunista Búlgaro)                                         |
| Canadá            | Brian Dickson (presidente del Tribunal Supremo) Joe Clark (ex primer ministro y secretario de Estado de Asuntos Exteriores) |
| China             | Yao Yilin (vice primer ministro)                                                                                            |
| República Checa   | Lubomír Štrougal (primer ministro)                                                                                          |
| Alemania Oriental | Horst Sindermann (presidente de la Cámara Popular)                                                                          |
| Fiyi              | Penaia Ganilau (gobernador general) Kamisese Mara (primer ministro)                                                         |
| Francia           | Laurent Fabius (primer ministro)                                                                                            |
| Indonesia         | Umar Wirahadikusumah (vicepresidente)                                                                                       |
| Japón             | Yasuhiro Nakasone (primer ministro)                                                                                         |
| Jordania          | Príncipe Hassan bin Talal (príncipe heredero)                                                                               |
| Kenia             | Mwai Kibaki (vicepresidente)                                                                                                |
| Laos              | Souphanouvong (presidente) Kaysone Phomvihane (primer ministro)                                                             |
| Liberia           | Harry Moniba (vicepresidente)                                                                                               |
| Mauricio          | Anerood Jugnauth (primer ministro)                                                                                          |
| Mongolia          | Tumenbayaryn Ragchaa (vicepresidente primero del Consejo de Ministros)                                                      |
| Nauru             | Hammer DeRoburt (presidente)                                                                                                |
| Nepal             | Lokendra Bahadur Chand (primer ministro)                                                                                    |
| Nueva Zelanda     | David Beattie (gobernador general) David Lange (primer ministro)                                                            |
| Corea del Norte   | Pak Song-chol (vicepresidente)                                                                                              |
| Camboya           | Heng Samrin (presidente del Consejo de Estado) Chan Sy (primer ministro)                                                    |
| Mozambique        | Samora Machel (presidente)                                                                                                  |
| Polonia           | Wojciech Jaruzelski (primer ministro)                                                                                       |
| Filipinas         | Imelda Marcos (primera dama)                                                                                                |
| Corea del Sur     | Chae Mun-shik (presidente de la Asamblea Nacional)                                                                          |
| Unión Soviética   | Nikolai Tikhonov (presidente del Consejo de Ministros)                                                                      |
| Yugoslavia        | Veselin Đuranović (presidente)                                                                                              |
| Siria             | Zuhair Masharqa (vicepresidente) Farouk al-Sharaa (Ministro de Asuntos Exteriores)                                          |
| Tanzania          | Julius Nyerere (presidente)                                                                                                 |
| Uganda            | Milton Obote (presidente)                                                                                                   |
| Reino Unido       | Margaret Thatcher (primera ministra) Princesa Ana (en representación de la reina Isabel II)                                 |
| Estados Unidos    | George Shultz (secretario de Estado)                                                                                        |
| Vanuatu           | Ati George Sokomanu (presidente) Walter Lini (primer ministro)                                                              |
| Vietnam           | Trường Chinh (presidente) Phạm Văn Đồng (primer ministro)                                                                   |
| Zambia            | Kenneth Kaunda (presidente)                                                                                                 |
| Zimbabue          | Robert Mugabe (primer ministro)                                                                                             |

## Consecuencias
Durante los cuatro días siguientes, 8000 sijs fueron asesinados en represalia. Otras fuentes registran 16.000 muertes de sijs.
La Comisión de Investigación Justice Thakkar, dirigida por el juez Manharlal Pranlal Thakkar, creada para investigar el asesinato de Gandhi, recomendó que se investigara por separado la conspiración detrás del asesinato. El Informe Thakkar afirmaba que la «aguja de la sospecha» apuntaba a R. K. Dhawan por complicidad en la conspiración.
Satwant Singh y su cómplice Kehar Singh fueron condenados a muerte. Ambos fueron ejecutados el 6 de enero de 1989.
El 22 de agosto de 2014 estaba previsto el estreno de una película punjabí titulada Kaum De Heere, que destacaba los papeles/vidas de los dos guardias que asesinaron a Indira Gandhi, pero fue prohibida por el gobierno indio durante cinco años.